# Anne Barnard
Anne Barnard (nascida Lindsay; Mansão de Balcarres, Colinsburgh, 8 de dezembro de 1750 – Londres, 6 de maio de 1825) foi uma escritora de viagens, artista e socialite escocesa, autora da balada Auld Robin Gray. Sua residência de cinco anos na Cidade do Cabo, África do Sul, embora breve, teve um impacto significativo na vida cultural e social da época.

## Juventude
Anne Lindsay nasceu na Mansão de Balcarres em Fife, a nona criança e primeira filha de Anne Lindsay (nascida Dalrymple) e James, Conde de Balcarres. Em 1793, ela se mudou para Londres, onde conheceu e se casou com Andrew Barnard, tornando-se Lady Anne Barnard. Seu marido era doze anos mais novo que ela e filho de Thomas Barnard, bispo de Limerick. Mais tarde, ela obteve do visconde Melville uma nomeação para ele como secretário colonial no Cabo da Boa Esperança, que estava então sob ocupação militar britânica.

## Cidade do Cabo

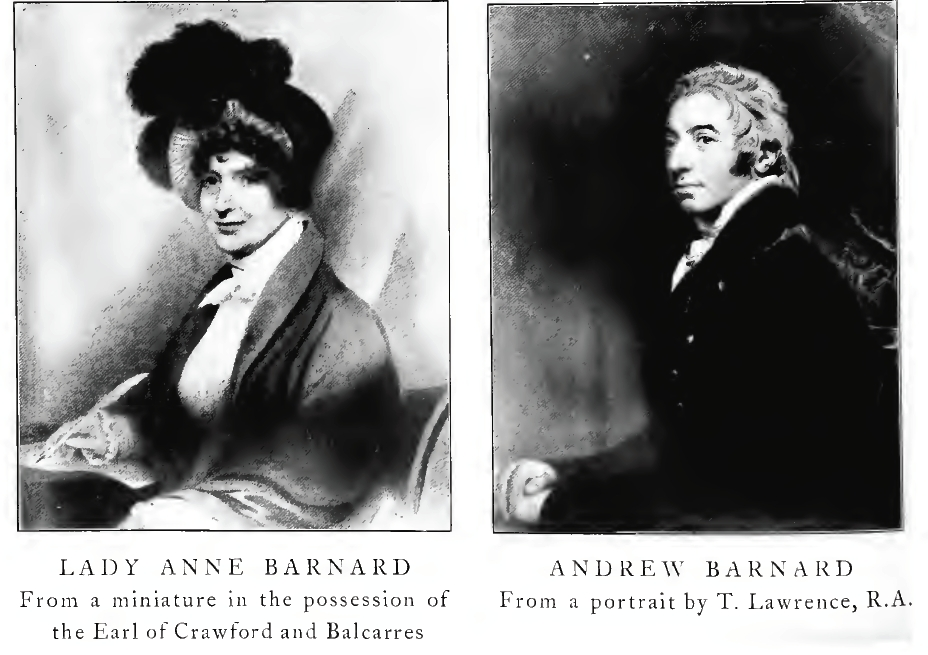
Do livro Historic Houses of South Africa por Dorothea Fairbridge

Os Barnards viajaram para o Cabo em março de 1797, Anne permaneceu lá até janeiro de 1802.
Suas cartas escritas para Melville, então secretário para a Guerra e as Colônias, e seus diários de viagens ao interior tornaram-se uma importante fonte de informações sobre as pessoas, os acontecimentos e a vida social da época. Ela também é mantida na memória popular como uma socialite, conhecida por se divertir no Castelo da Boa Esperança como a anfitriã oficial do Conde Macartney.
A notável série de cartas, diários e desenhos que ela produziu foi publicada em 1901 sob o título South Africa a Century Ago.

## Velhice

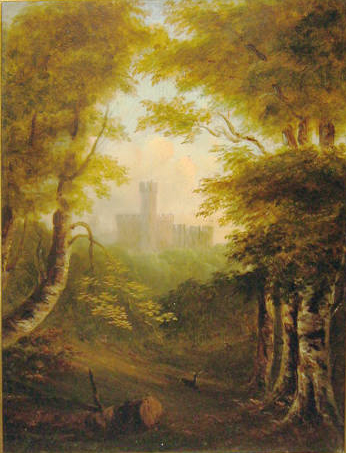
Um exemplo de seu trabalho a óleo, que se acredita representar o Castelo de Raby no Condado de Palatino de Durham, residência dos Lordes Barnard

Em 1806, na reconquista do Cabo pelos britânicos, Andrew Barnard foi reconduzido como secretário colonial, mas Lady Anne optou por permanecer em Londres em vez de acompanhá-lo ao Cabo. Andrew morreu lá em 1807, e o resto da vida de Anne foi passada em Londres, onde ela morreu em 6 de maio de 1825.

## Outras obras
Anne Barnard também foi uma artista talentosa, algumas de suas obras foram incluídas em seus relatos publicados sobre a vida nos séculos XVIII e XIX. Suas obras incluem pinturas a óleo e desenhos.
O reverendo William Leeves revelou em 1812 que Auld Robin Gray havia sido escrita por ela em 1772 e musicada por ele. Foi publicado anonimamente em 1783, Anne apenas reconhecendo a autoria das palavras dois anos antes de sua morte em uma carta a Walter Scott (1823), que posteriormente o editou para o Clube Bannatyne com duas continuações.
A compositora americana Florence Turner-Maley usou o texto de Lady Anne para sua canção "In a Garden Wild", publicada em 1921.

## Legado
Anne Barnard é comemorada de várias maneiras na Cidade do Cabo. Uma câmara no Castelo da Boa Esperança é conhecida como "Lady Anne Barnard's Ballroom"; uma estrada no subúrbio de Newlands, onde moravam os Barnards, é chamada de "Avenida Lady Anne" e uma escultura dela é exibida no saguão do centro cívico no subúrbio vizinho de Claremont. A casa de campo dos Barnards, The Vineyard, sobrevive como parte de um hotel.